# Rapovšca
Rapovšca, tudi Rapušca ali Rapovščica, je potok, ki sodi v porečje reke Sopota. Ta se pri Radečah kot desni pritok izliva v reko Savo.